# Colias lesbia
Colias lesbia is een vlindersoort uit de familie van de Pieridae (witjes), onderfamilie Coliadinae.
Colias lesbia werd in 1775 beschreven door Fabricius.